# Mé-Zóchi
Mé-Zóchi är ett distrikt i São Tomé och Príncipe. Dess huvudort är Trindade. Den har en yta på 122 km2, och den hade cirka 44 800 invånare år 2012.